# Malte Ziegenhagen
Malte Sigurd Jürgen Ziegenhagen (Berlín, 8 de abril de 1991) es un jugador alemán de baloncesto. Mide 1,93 metros de altura y ocupa la posición de Alero. Actualmente se encuentra sin equipo.

## College
Se formó en el Askanian High School en Berlín. Después estuvo en Central Hoops, antes de irse al equipo de la NBBL del ALBA Berlin. 
En 2011 se marchó a Estados Unidos, a la Universidad de Tulane, donde no jugó mucho. Disputó 19 partidos con un promedió de 1.6 puntos en 8 min de media. 
En la temporada 2012-2013 fue transferido a la Universidad de Hawaii Pacific, donde en su primera temporada en 26 partidos, promedió 14.8 puntos, 3.6 rebotes y 1.5 asistencias en 25 min por partido, siendo el octavo mejor anotador de la Pacific West Conference. En su segunda temporada en 27 partidos jugados promedió 15 puntos, 3.9 rebotes y 2 asistencias en 32 min de media. En su etapa en Hawái fue dos veces nombrado All-PacWest Third Team. Su máxima anotación fue 32 puntos contra BYU.
En su última temporada la 2014-2015 volvió a ser transferido, esta vez a la Universidad de Northwood en Florida, donde promedió 13.9 puntos, 3.2 rebotes y 2.2 asistencias.

## Carrera profesional
En el verano de 2015 fichó por el medi Bayreuth de su país.